# 瓦地倫
瓦地倫（羅馬化：Wādī Ramm），或译拉姆乾谷、瓦迪拉姆，又名月亮谷（阿拉伯语： Wādī al-Qamar），是约旦西南部的一处乾谷，位於紅海海岸的城市亞喀巴東方約60公里處，為該國最大的乾谷，也是著名旅遊景点。因其红色沙地在日落时显示出如红酒般颜色而有“酒红色山谷”之稱。2300年前瓦地倫是纳巴提王国等古文化的领地，现在该地气候炎热干燥，為贝都因人游牧之處。1917年阿拉伯大起义期间，英国人阿拉伯的劳伦斯帶領阿拉伯部落反抗奥斯曼帝国的基地就设在此处。

## 歷史

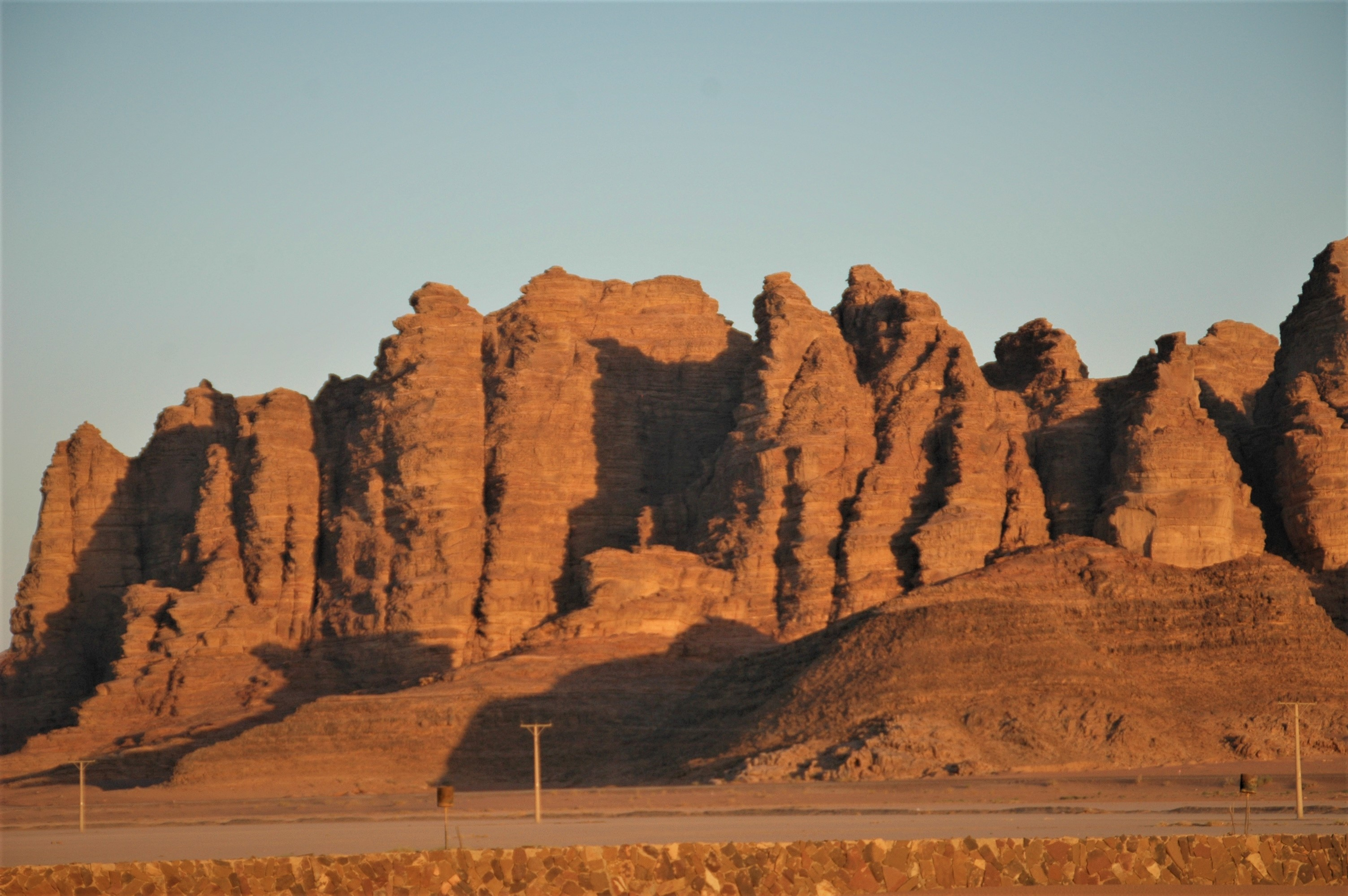
世界遺產瓦地倫保護區

瓦地倫在2300年前是納巴提王國等古文明的領地，亦存有納巴泰人留下的神殿、岩畫等遺跡，現則為貝都因人世居之處，因細緻的紅沙、如月球般的地表而得名。1917年阿拉伯大起義期間，有「阿拉伯的勞倫斯」之稱的英國軍官托马斯·爱德华·劳伦斯即是在此地與阿拉伯領袖議定反抗鄂圖曼土耳其帝國的統治。2011年，聯合國教科文組織將這稀有的自然與文化雙重景觀列入世界遺產。

## 世界遺產
瓦地倫保護區於2011年入選世界遺產，屬於複合遺產。根據世界遺產委員會制定的標準，本地符合：
1. （iii）呈現有關現存或者已經消失的文化傳統、文明的獨特或稀有之證據。
2. （v）代表某一個或數個文化的人類傳統聚落或土地使用，提供出色的典範－特別是因為難以抗拒的歷史潮流而處於消滅危機的場合。
3. （vii）包含出色的自然美景與美學重要性的自然現象或地區[3]。

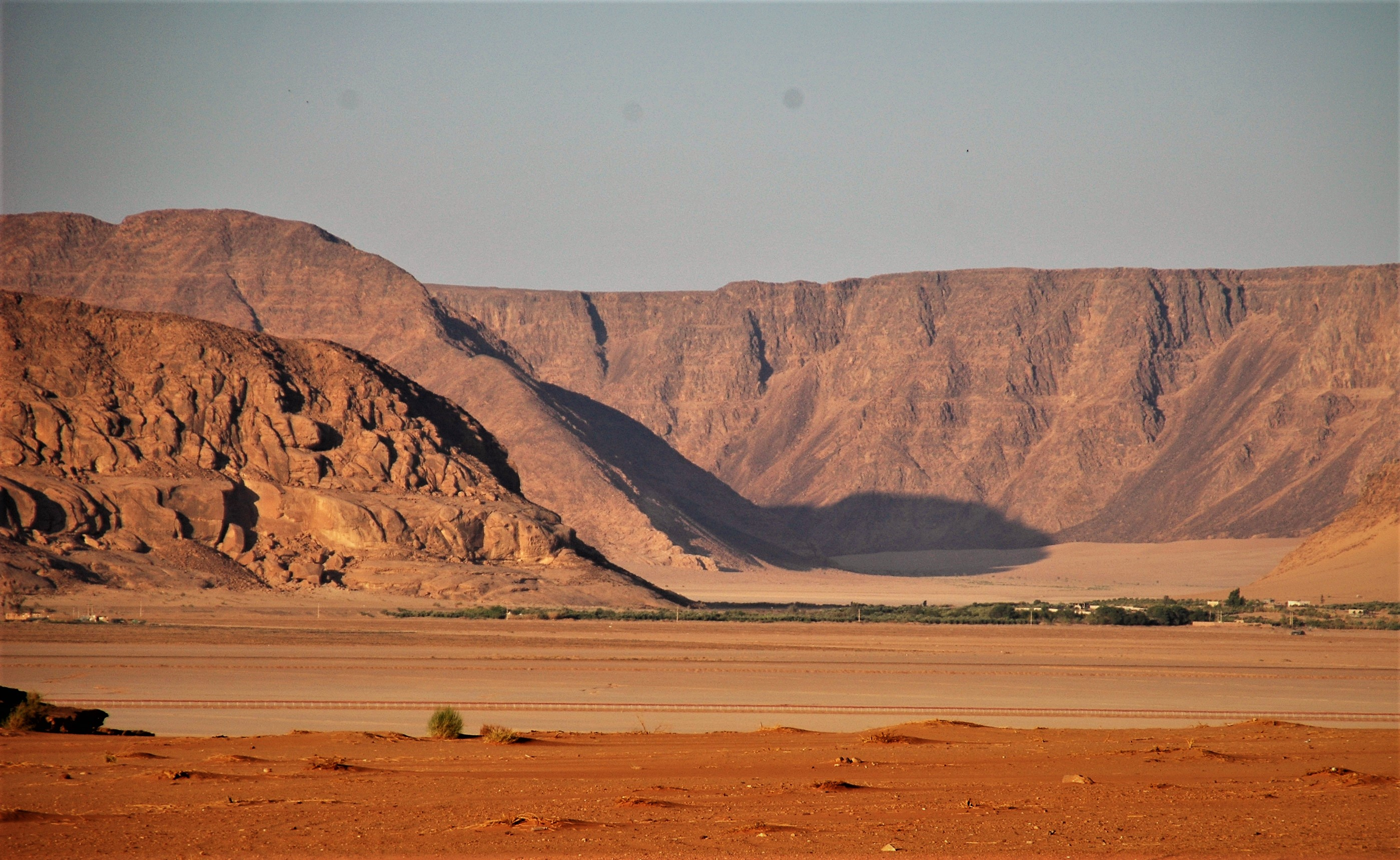
細緻的紅沙、如月球般的地表瓦地倫1
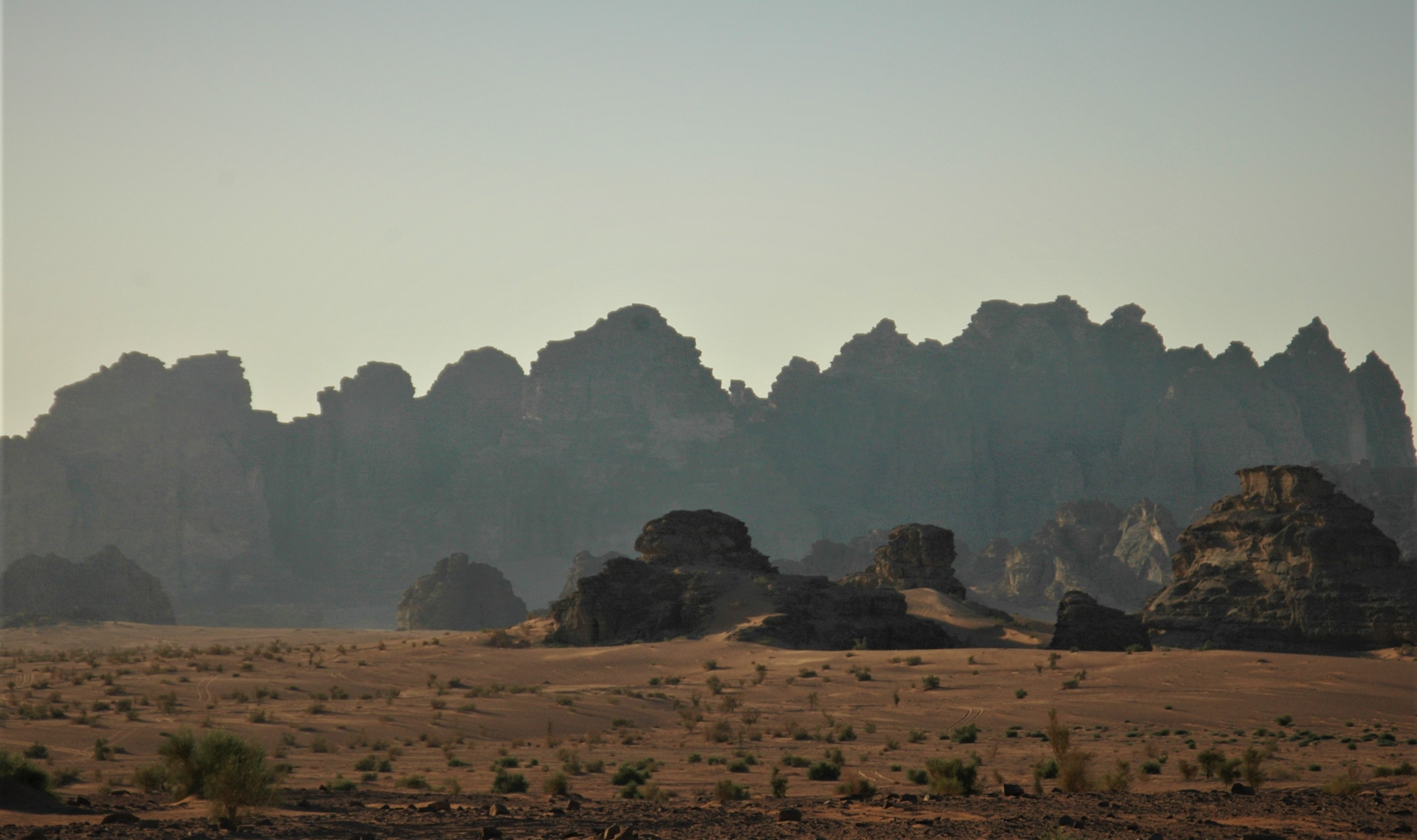
細緻的紅沙、如月球般的地表瓦地倫2
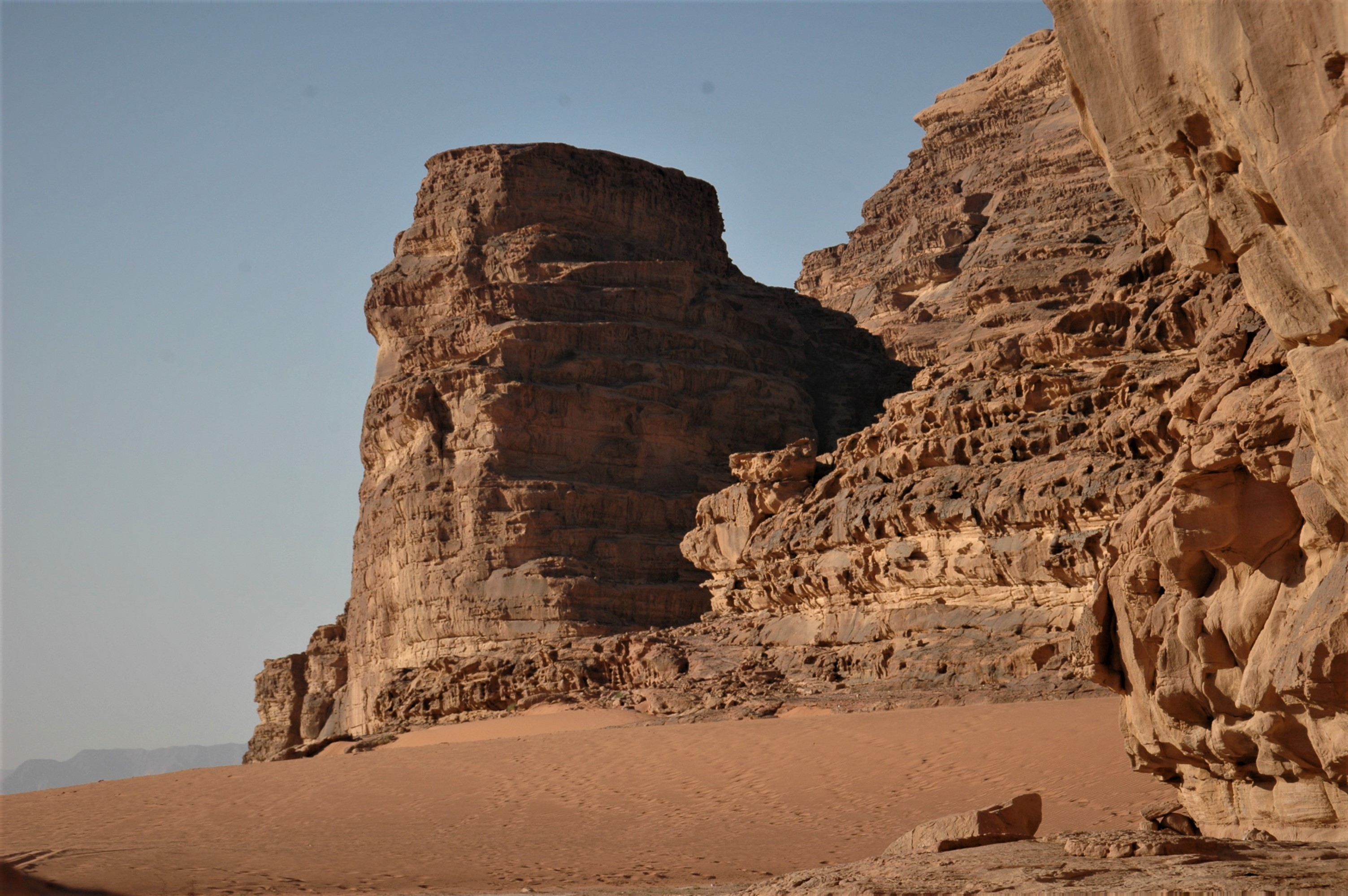
細緻的紅沙、如月球般的地表瓦地倫3
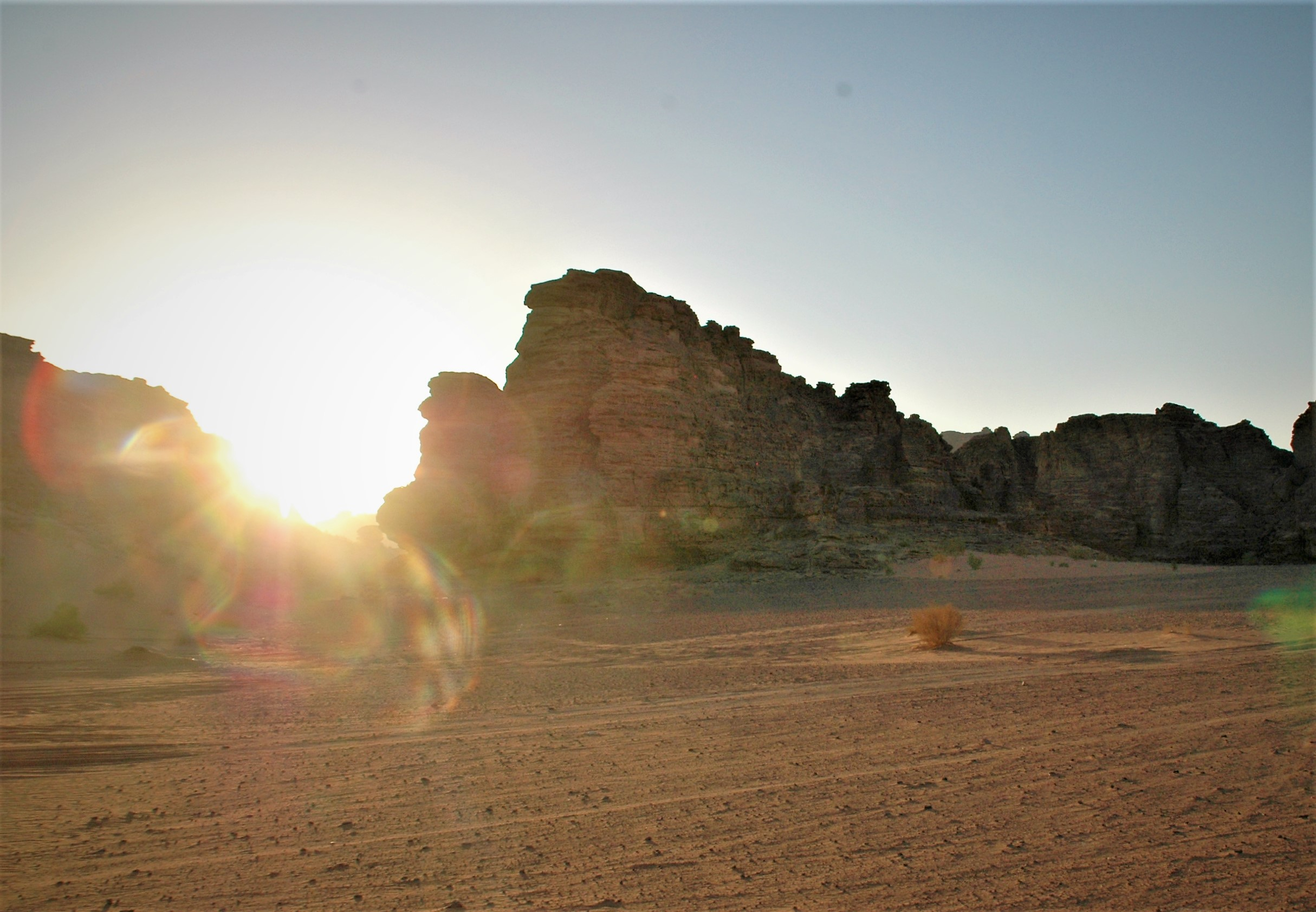
細緻的紅沙、如月球般的地表瓦地倫4
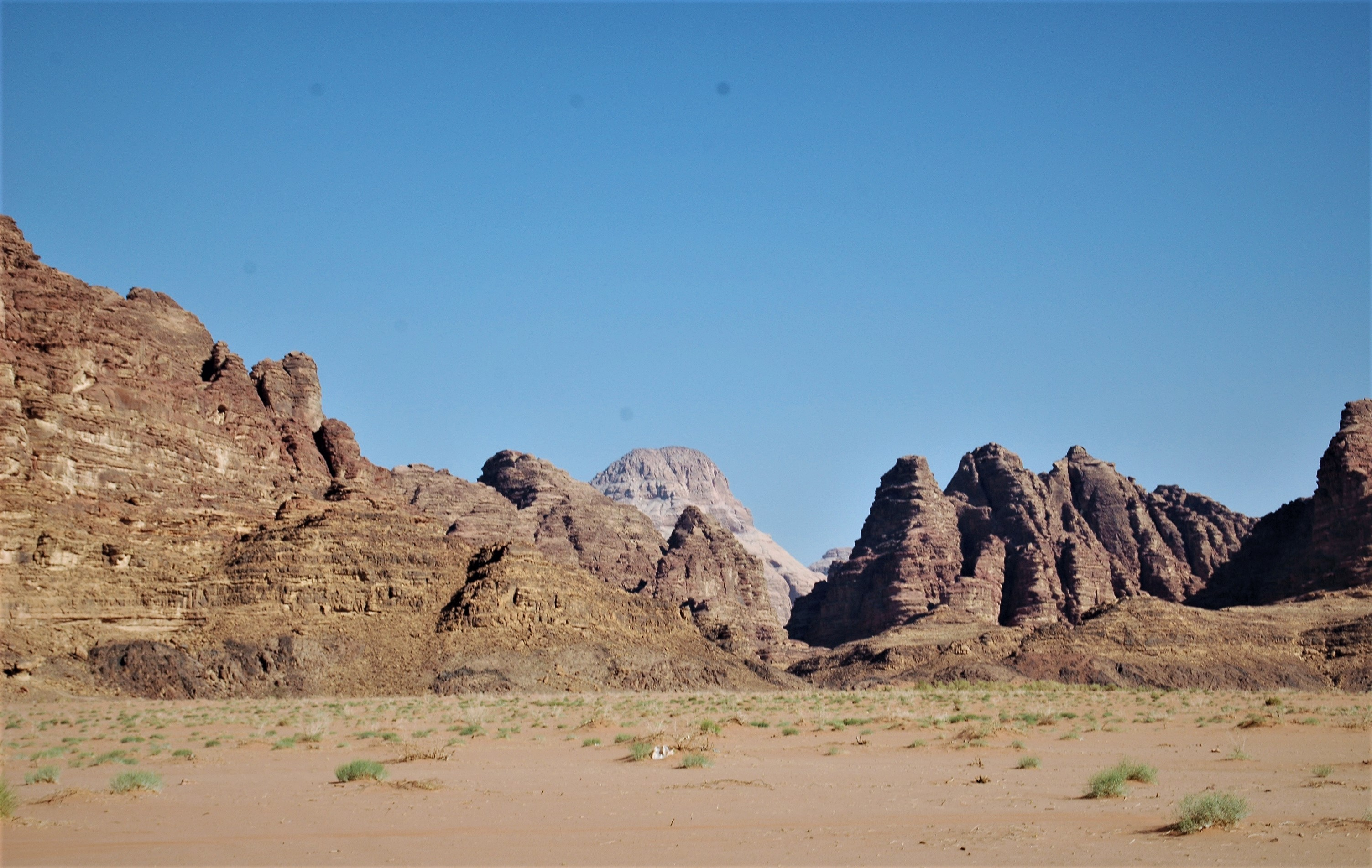
細緻的紅沙、如月球般的地表瓦地倫5
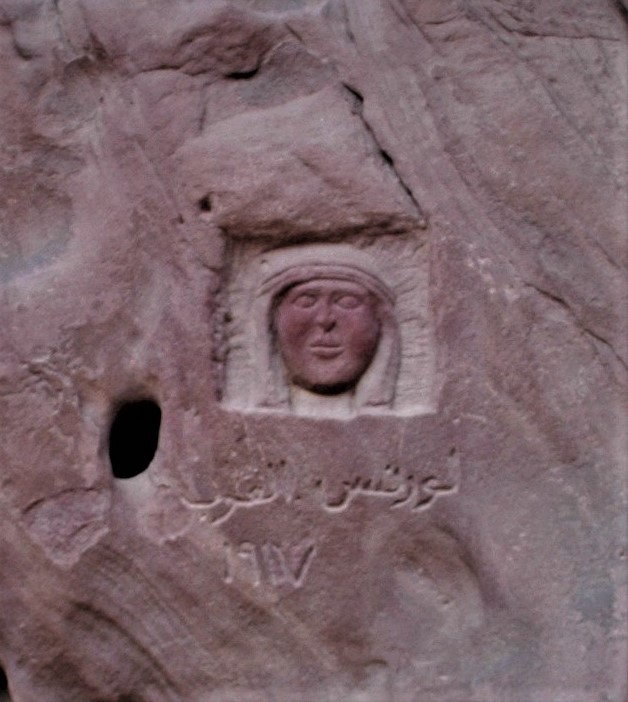
阿拉伯的勞倫斯雕像

## 交通
瓦地倫保護區內路況崎嶇不平，是在不同時期由旅行者等的車子所壓出來的，當地居民早期以步行，騎駱駝等為主，現代也有乘機車，火車，四輪傳動車代步。

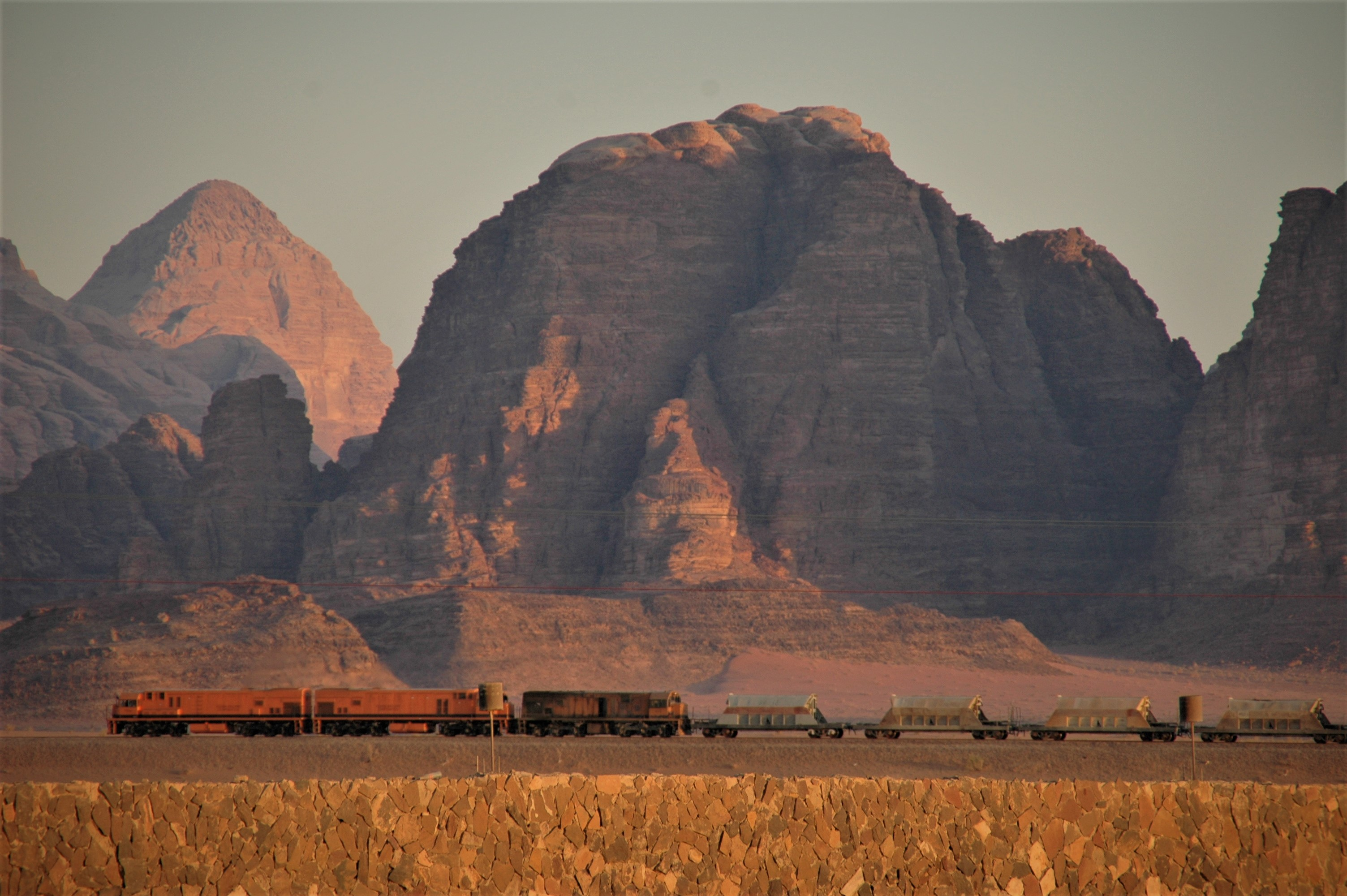
火車過境
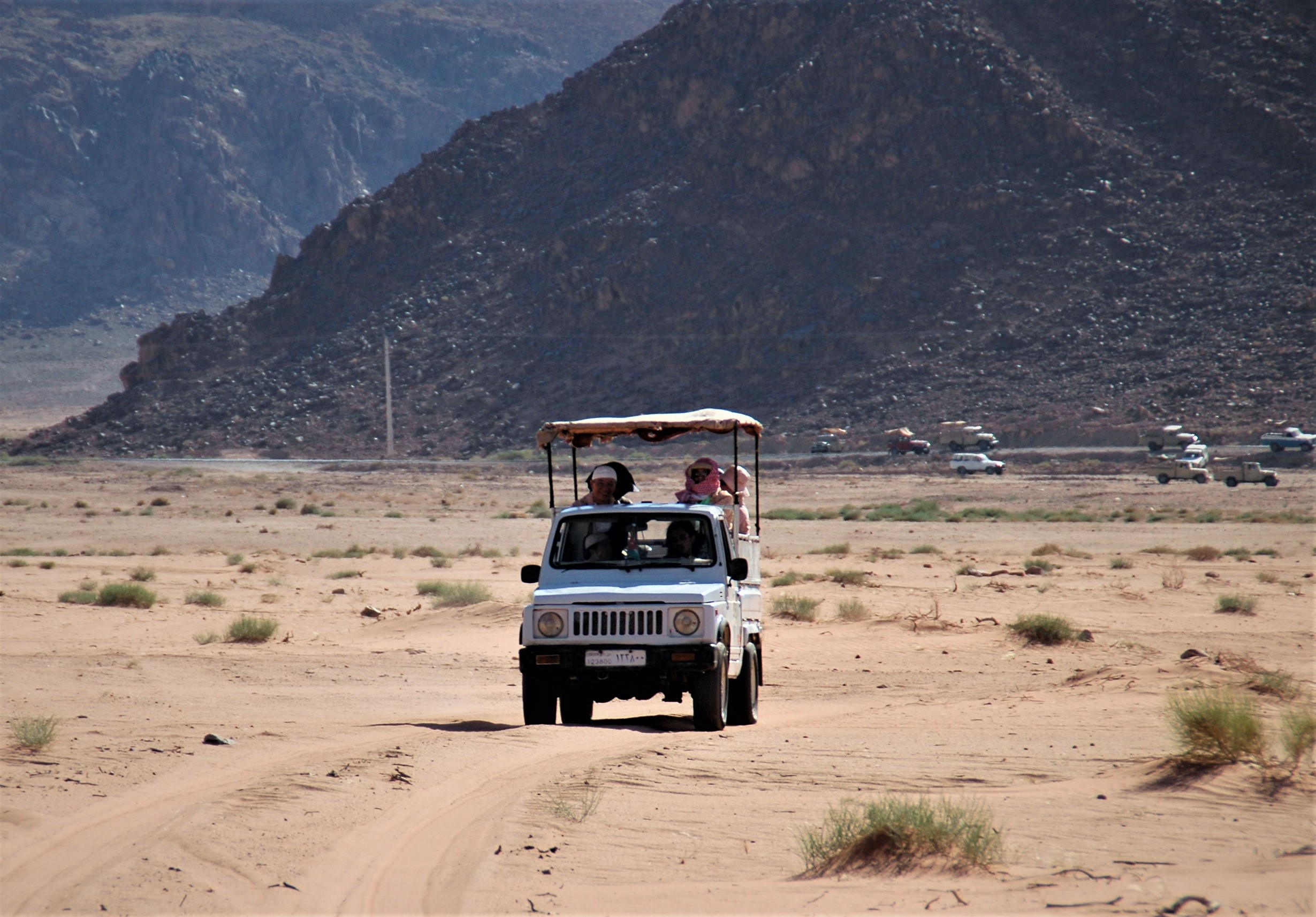
四輪傳動車

## 旅遊
瓦地倫原本僅有少數貝都因人居住，1962年電影《阿拉伯的勞倫斯》為此地觀光旅遊的濫觴，如今發達的旅遊業已經使得當地形成了數百人的貝都因小城，也是當地主要的收入來源，每年吸引來自世界各地的許多登山客、攀岩愛好者與旅客造訪，城中帳篷和水泥住宅相互混雜。遊客需搭四輪傳動車深入沙漠風月谷，夜宿牧羊維生的貝都因人的帳篷裡，食用道地的烤羊排等風味餐，觀賞其傳統之精彩歌舞表演，還會受邀至貝都因人的黑色帳篷裡品嚐地道的薄荷茶及咖啡。

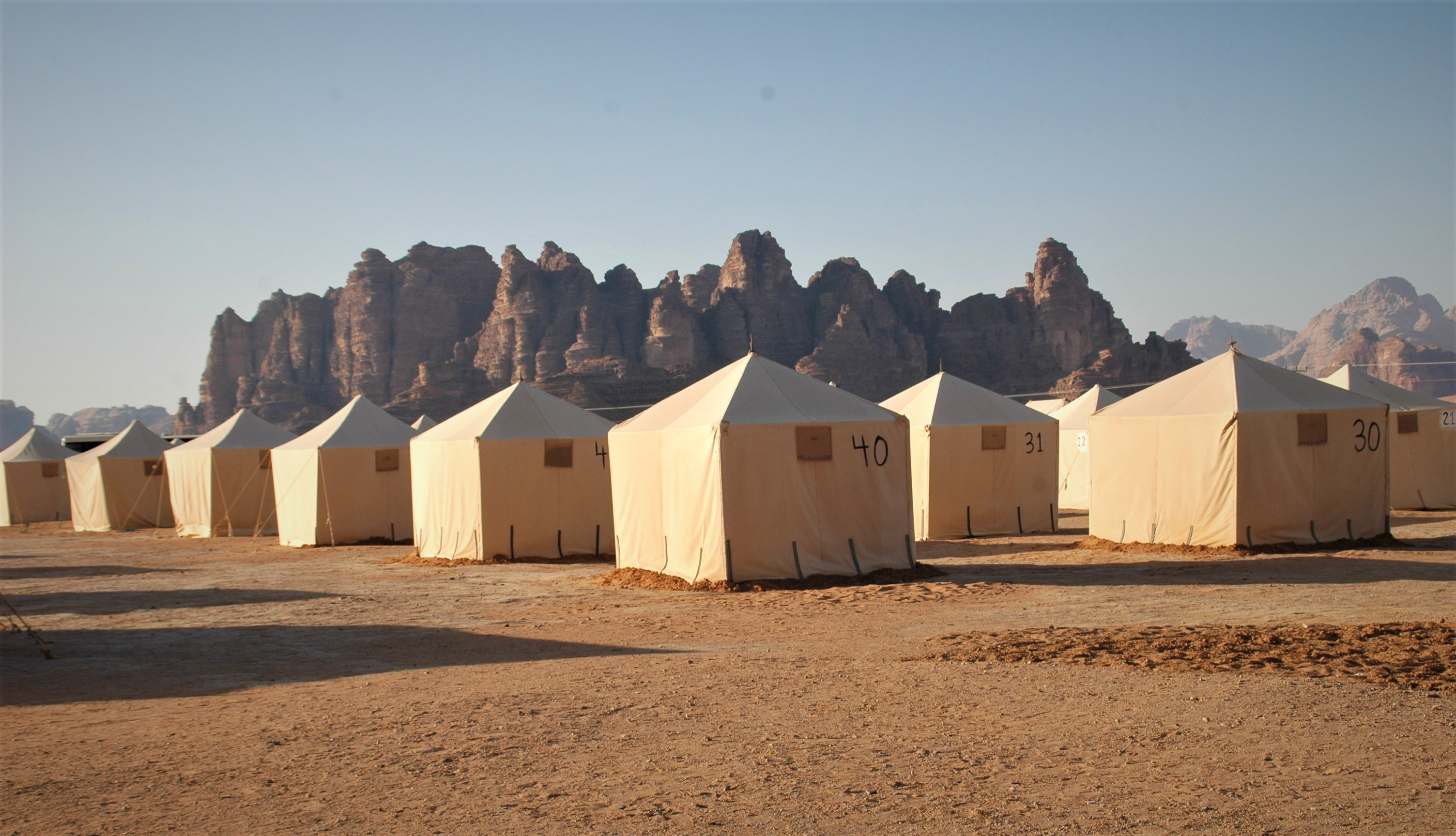
當地傳統式的帳篷居所
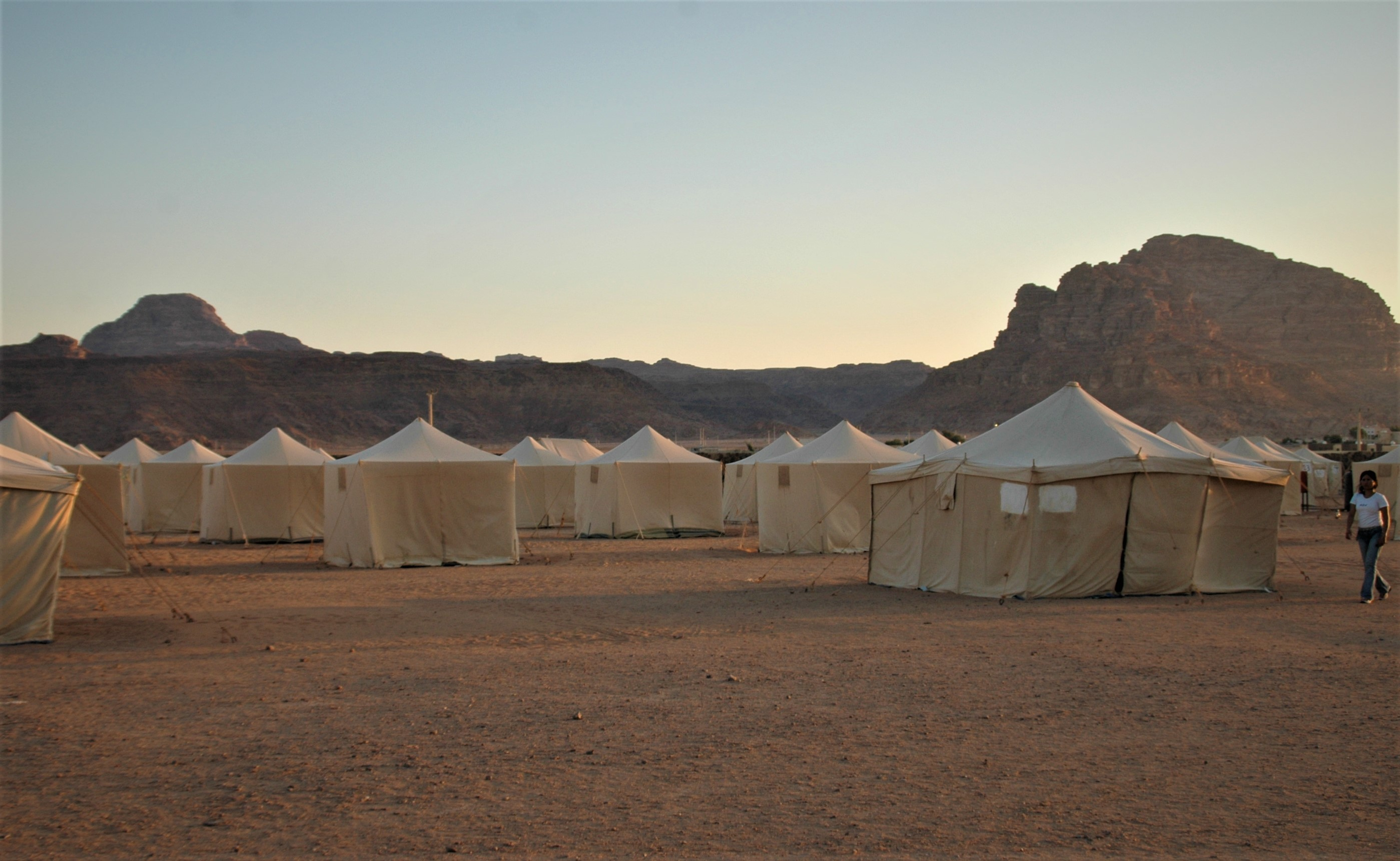
當地傳統式的帳篷居所
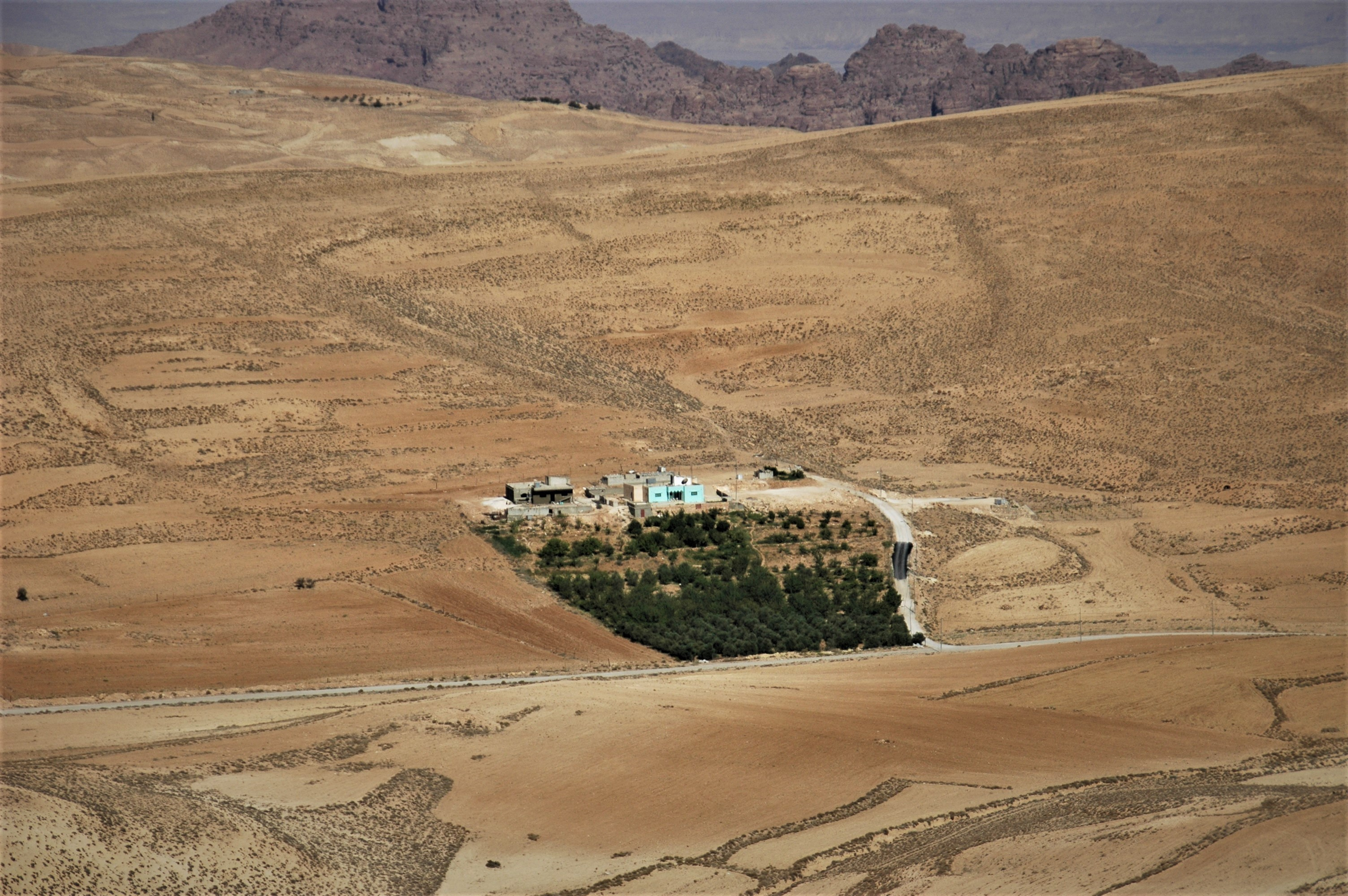
帳篷和水泥住宅相互混雜的現代城市
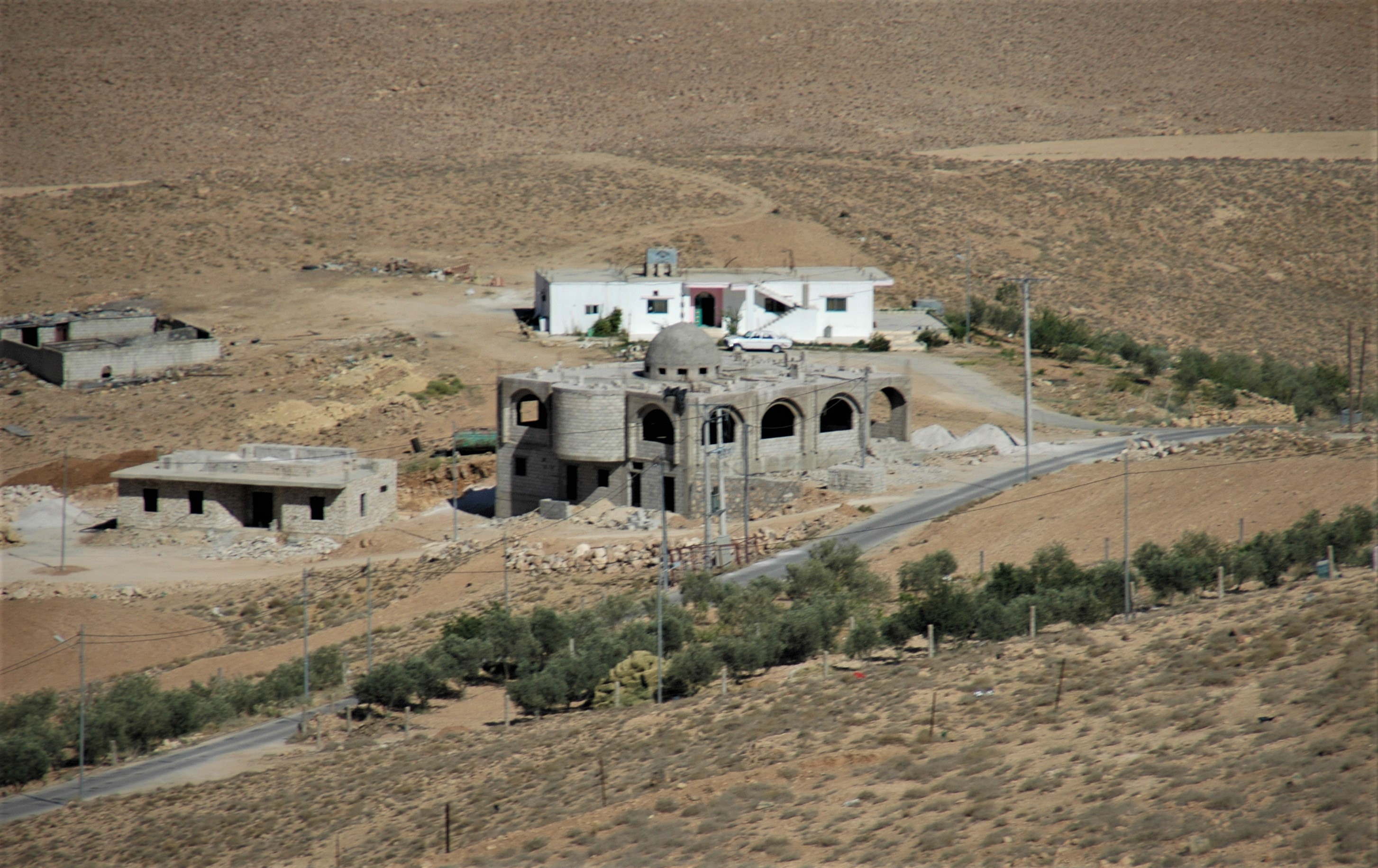
帳篷和水泥住宅相互混雜的現代城市

## 電影拍攝
瓦地倫因狀似火星的地景而成為了許多電影的拍攝場地，在瓦地倫取景的電影按时间顺序如下：
- 阿拉伯的勞倫斯：1962年電影，發生在瓦地倫的真實歷史事件，多數場景在瓦地倫拍攝[9]

- 沙漠豹人（英语：Passion in the Desert）：1998年電影

- 全面失控：2000年電影，瓦地倫用來拍攝火星地表的場景

- 變形金剛：復仇之戰：2009年電影，因國王阿卜杜拉二世為科幻片愛好者，約旦皇家空軍參與協助本片拍攝[10]
- 普羅米修斯：2012年電影，瓦地倫作為外星人的星球場景[11]

- 星際禁區（英语：The Last Days on Mars）：2013年電影，瓦地倫作為火星地表場景[12][13]

- 希布：2014年電影，全片多數場景都在瓦地倫拍攝[14]

- 絕地救援：2015年電影，瓦地倫作為火星地表場景[15]，主演該片的麥特·戴蒙表示瓦地倫「非常特殊，是我所見過最壯觀、美麗的地方之一，這裡不像我在地球上任何其他地方所見到的風景」[16]

- 星際大戰外傳：俠盜一號：2016年電影，瓦地倫作為外星球場景[17]

- 阿拉丁：2019年迪士尼電影[18]
- 沙丘：2021電影，瓦地倫作為沙漠行星厄拉科斯的場景

## 資料來源
1. ↑  Mannheim, Ivan. . Footprint Travel Guides. 2000-12-01: 293  [2012-05-30]. ISBN 978-1-900949-69-9. （原始内容存档于2014-04-29）.
2. ↑  Ham, Anthony; Greenway, Paul. . Lonely Planet. 2003: 212  [2012-05-30]. ISBN 978-1-74059-165-2. （原始内容存档于2021-02-12）.
3. 1 2  . 中華民國文化部文化資產局.   [2018-09-08]. （原始内容存档于2021-02-12）.
4. ↑  林蜿美. . 台北市: 時報數位. 2008: 234. ISBN 978-986-84528-0-0.
5. ↑  . www.independent.co.uk. The Independent. 2004-05-22  [2020-03-15]. （原始内容存档于2020-11-17） （英语）.
6. ↑  Sweet, Joni. . iExplore.com. Inside-Out Media.   [2016-09-20]. （原始内容存档于2021-02-12）.
7. ↑  林高志. . 台北市: 五南文化. 2010: 82. ISBN 978-957-41-7344-0.
8. ↑  Stevens, Dana. . Slate. 2015-10-01  [2015-10-02]. （原始内容存档于2018-09-27）.
9. ↑  . Kinghussein.gov.jo.   [2012-05-30]. （原始内容存档于2020-11-16）.
10. ↑  Jafaar, Ali. . Variety. 2009-02-04  [2009-02-05]. （原始内容存档于2011-06-29）.
11. ↑  Galloway, Stephen. . The Hollywood Reporter. 2012-05-16  [2015-08-22]. （原始内容存档于2019-05-22）.
12. ↑  Forde, Leon. . Screen Daily. 2013-05-28  [2015-02-09]. （原始内容存档于2020-11-21）.
13. ↑  Cooper, Sarah. . Screen Daily. 2012-07-19  [2015-02-09]. （原始内容存档于2018-09-10）.
14. ↑  Kaleem Aftab: Naji Abu Nowar talks about exploring the Bedouin way of life in his first feature Theeb （页面存档备份，存于） 25 August 2014, thenational.ae, accessed 19 June 2018
15. ↑  . kftv.com. 2015-01-27  [2015-02-19]. （原始内容存档于2021-02-12）.
16. ↑  . Yahoo!. Yahoo!. 2015-09-30  [2015-10-08]. （原始内容存档于2017-09-01）.
17. ↑  Jolin, Dan. . Empire. 2016-12-14  [2016-12-14]. （原始内容存档于2016-12-17） （英语）.
18. ↑  . The Jordan Times. 2017-12-08.

## 外部連結
- . wadirum.jo.   [2020-03-15]. （原始内容存档于2021-02-12） （英语及阿拉伯语）.